# ماتیاس ارتسبرگر
ماتیاس ارتسبرگر (انگلیسی: Matthias Erzberger؛ زاده ۲۰ سپتامبر ۱۸۷۵ – درگذشته ۲۶ اوت ۱۹۲۱) یک سیاست‌مدار اهل آلمان و عضو برجسته حزب مرکزی در زمان امپراتوری آلمان بود. او از امضا کنندگان آتش‌بس ۱۱ نوامبر ۱۹۱۸ از سوی امپراطوری آلمان بودند که دو سال بعد توسط ناسیونالیست ها ترور گشت.